# Gynoplistia (Gynoplistia) polita
Gynoplistia (Gynoplistia) polita is een tweevleugelige uit de familie steltmuggen (Limoniidae). De soort komt voor in het Australaziatisch gebied.